# Only Teardrops
„Only Teardrops“ е песен на датската певица Емели де Форест, спечелила петдесет и осмото издание на песенния конкурс „Евровизия“. Написана е от Лиз Кейбъл, Юлия Якобсен и Томас Стенгаард, продуцирана от Фредерик Таае. Участва в първия полуфинал, състоял се на 14 май 2013 година, и успява да се класира на финал, проведен четири дни по-късно. На финала песента е в надпревара с други 25 песни, но печели убедително със своите 281 точки и преднина около 50 точки пред песента „Hold Me“ на страната-подгласник Азербайджан.
Песента се изкачва на пикова позиция в класацията на датския Айтюнс скоро след като печели датската селекция и дебютира на втора позиция на датската класация „Траклистен“.

## Композиция
„Only Teardrops“ е поп балада. Състои се от два куплета, мост и припев, в който се включват и перкусионни инструменти. В интродукцията на песента стои изсвирена на флейта мелодия, която продължава до третата фраза на първи куплет, започва отново във втори куплет, като се чува и на финала на баладата. В припева е застъпена друга флейтова мелодия, докато инструментът не участва в музикалния мост. Продължителността на песента е 3 минути и 3 секунди.
Написана е в ла минор. Темпото ѝ е 110 удара в минута. Вокалният диапазон на певицата в песента обхваща почти октава и половина – от G3 (сол от малка октава) до D5 (ре от втора октава).

## Музикален видеоклип
Емели де Форест публикува няколко снимки от снимачния процес на видеоклипа на своята фейсбук страница. Той е заснет от Майкъл Кристенсен. Сред снимачните локации са гора и плаж. Във видеоклипа са включени и моменти от финала на песенния конкурс. Появява се в интернет пространството на 13 юни 2013 година на официалния сайт на Датското радио.

## Чартови позиции
„Only Teardrops“ бързо става хит в родната страна на певицата, където дебютира и достига второ място в националната класация. След победата на Дания на „Евровизия 2013“ песента се завръща на първо място.

## История на издаване
| Регион    | Дата           | Формат             | Издател    |
| --------- | -------------- | ------------------ | ---------- |
| Дания     | 22 януари 2013 | Дигитален даунлоуд | Сони Мюзик |
| Свят      | 2 май 2013     | Дигитален даунлоуд | Сони Мюзик |
| Австрия   | 14 юни 2013    | CD сингъл          | Сони Мюзик |
| Германия  | 14 юни 2013    | CD сингъл          | Сони Мюзик |
| Швейцария | 14 юни 2013    | CD сингъл          | Сони Мюзик |

## Траклиста
- Дигитален даунлоуд

1. „Only Teardrops“ – 3:03

- CD сингъл

1. „Only Teardrops“ – 3:03
2. „Only Teardrops“ (инструментал) – 3:03